# Michelle Freeman
Michelle Freeman (St. Catherine, 5 maggio 1969) è un'ex ostacolista e velocista giamaicana, che vinse la medaglia di bronzo alle Olimpiadi di Atlanta 1996 con la staffetta 4x100 insieme a Juliet Cuthbert, Nikole Mitchell e Merlene Ottey.
Ha conquistato inoltre due bronzi mondiali: con la staffetta 4x100 nel 1993 e nei 100 hs nel 1997. Infine è stata medaglia d'oro nei 100 ostacoli ai Giochi del Commonwealth 1994.
Sempre nel 1997 è stata eletta sportiva giamaicana dell'anno.